# Harvard Divinity School

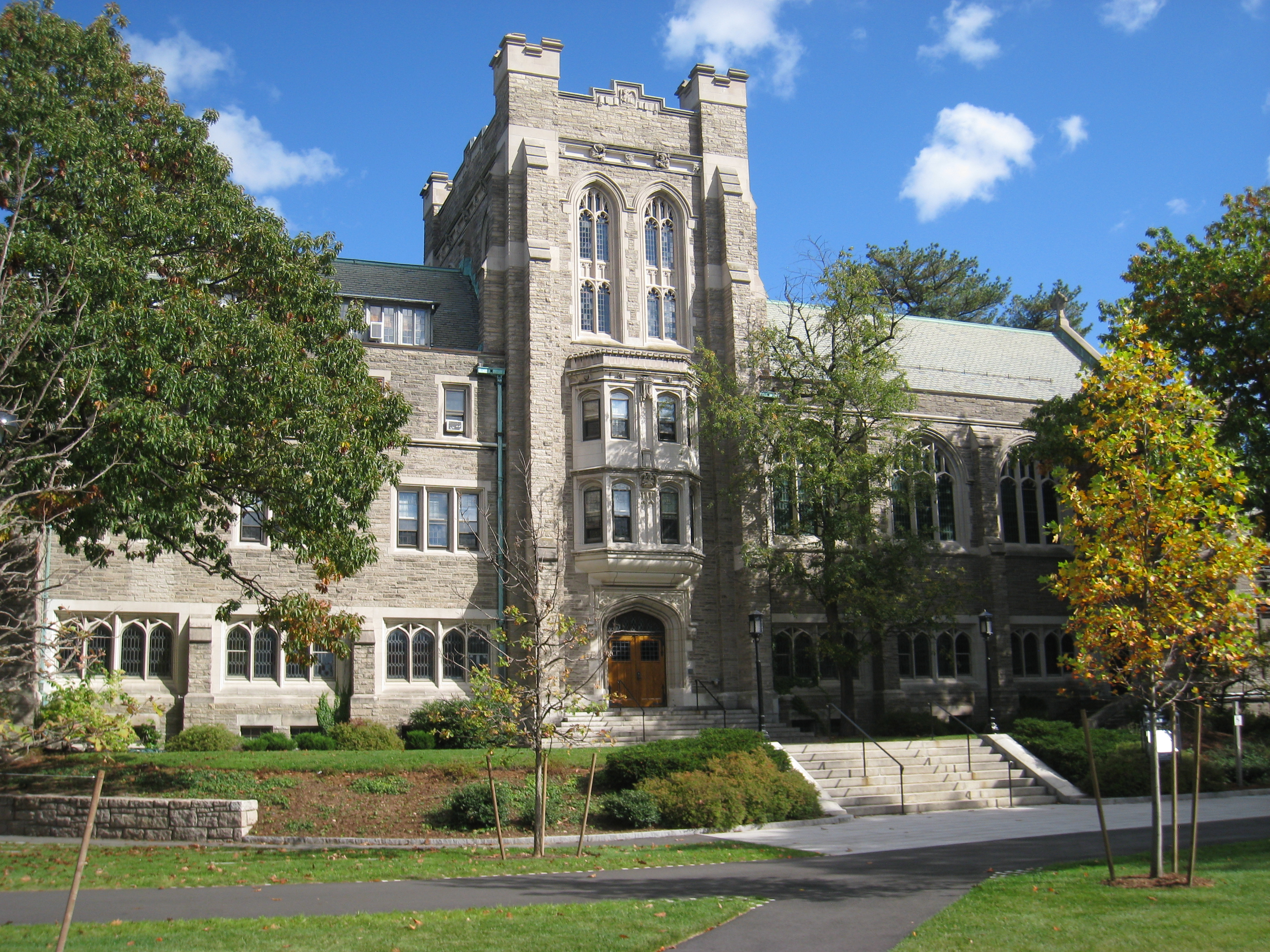
Andover Hall der Harvard Divinity School

Die Harvard Divinity School (HDS) ist der Fachbereich für Theologie der amerikanischen privaten Harvard University bei Boston, Massachusetts. Die Fakultät wurde 1816 gegründet und lehrt konfessions- und religionsübergreifend.

## Geschichte
Die eigenständige Einrichtung der Divinity School geht auf das Jahr 1816 zurück, als sie als erstes überkonfessionelles Theologisches Seminar in den Vereinigten Staaten gegründet wurde. Treibende Kraft war der seit 1810 amtierende Präsident der Harvard University John Thornton Kirkland. Kirkland erkannte, dass in Harvard eine konkrete formelle Berufsausbildung für den theologischen Nachwuchs fehlte und warb entsprechend Mittel und Ressourcen für den Aufbau einer separaten theologischen Institution in Harvard ein. Obschon 1816 ins Leben gerufen, wurde die Divinity School erst 1819 ein separater Zweig der Harvard-Universität. 1826 wurde mit der Divinity Hall das erste Gebäude der Divinity School eingeweiht. Trotz der traditionellen Bindung Harvards an unitarisch oder calvinistisch ausgerichtete kongregationalistische Gemeinden sollte die Divinity School überkonfessionell wirken. In der Gründungsurkunde der Harvard Divinity School (HDS) wurde entsprechend festgelegt, dass von Lehrenden und Studierenden kein konfessionelles Bekenntnis eingefordert werden solle. Die Divinity School in Harvard war somit anders verfasst als das 1812 gegründete Princeton Theological Seminary, das presbyterianisch gebunden war, und das 1807 gegründete Andover Theological Seminary in Andover, das von calvinistischer Seite gegründet wurde, nachdem die Theologie-Professur in Harvard zwei Jahre zuvor mit dem Unitarier Henry Ware besetzt worden war. Henry Ware selbst blieb bis 1840 eine führende Kraft an der Divinity School.
Bis 1880 war die Fakultät klein: Zwei bis fünf Professoren unterrichteten um die 20 Studenten. Ab 1880 wuchs die Fakultät; unter dem Einfluss des Universitätspräsidenten Charles William Eliot wurde ein unkritischer Liberalismus zurückgedrängt. Man berief mehrere Professoren, die in Deutschland studiert hatten, und richtete Doktorandenprogramme ein. Man arbeitete mit einer Divinity school der Episkopalkirche und der methodistischen Fakultät der Boston University zusammen. 1967 entstand das Boston Theological Institute im Großraum Boston, in dem sich neun theologische Ausbildungseinrichtungen zusammenschlossen (Anglikaner, Methodisten, römisch-katholische, Griechisch-Orthodoxe und andere). 1908 wurde die Zeitschrift Harvard Theological Revue gegründet.
Mitte des 20. Jahrhunderts kam es zu einer Erweiterung der Harvard Divinity School. Durch private Spenden wurde es möglich, weitere Lehrstühle einzurichten, so für katholische Theologie, jüdische Theologie, Islam und Buddhismus.

## Persönlichkeiten

### Dekane
- 1830/31–1839: John G. Palfrey (1796–1881), später Mitglied des Repräsentantenhauses der Vereinigten Staaten für Massachusetts
- 1870–1878: Oliver Stearns (1807–1885), Praktischer Theologe
- 1878–1900: Charles Carroll Everett (1828–1900)
- 1900–1906: Francis Greenwood Peabody (1847–1936)
- 1906–1922: William Wallace Fenn (1862–1932)
- 1922–1953: Willard Learoyd Sperry (1882–1954)
- 1955–1960: Douglas Horton (1891–1968)
- 1968–1974; 1975–1979: Krister Stendahl (1921–2008), Professor für Neues Testament 1954–1984
- 1974–1975: Preston Williams
- 1979–1985: George Erik Rupp (* 1942)
- 1986–1998: Ronald Frank Thiemann (1946–2012), Praktischer Theologe
- 1998–2002: J. Bryan Hehir (* 1940), Praktischer Theologe
- 2002–2012: William A. Graham (* 1943), Islamwissenschaftler
- seit 2012: David N. Hempton (* 1952), Kirchenhistoriker

### Hochschullehrer (Auswahl, alphabetisch)
- James Luther Adams (1901–1994), Professor für christliche Ethik 1956–1968
- Leila Ahmed (* 1940), Professorin für Frauenstudien seit 2003
- François Bovon (1938–2013), Professor für Neues Testament 1993–1998, 2001–2002.
- Harvey Cox (* 1929), Hochschullehrer für Theologie
- Frank M. Cross (1921–2012), Alttestamentler
- Christopher Dawson (1889–1970), Historiker, Professor für römisch-katholische Studien 1958–1962
- Mark Jordan (* 1953), Hochschullehrer für Theologie
- Helmut Koester (1926–2016), deutschstämmiger Neutestamentler
- Kirsopp Lake (1872–1946), Professor für Kirchengeschichte 1914–1935
- Paul Lehmann (1906–1994), Professor für christliche Ethik 1956–1963
- Henri J. M. Nouwen (1932–1996), Priester und Psychologe
- Heiko Augustinus Oberman (1930–2001), Kirchenhistoriker 1956–1966
- Raimon Panikkar (1918–2010), Philosoph
- Elisabeth Schüssler Fiorenza (* 1938), feministische Theologin
- Francis Schüssler Fiorenza (* 1941), römisch-katholischer Theologe und Schüler von Karl Rahner und Johann Baptist Metz
- Wilfred Cantwell Smith (1916–2000), Direktor des Zentrums für das Studium der Weltreligionen 1964–1973
- Paul Tillich (1886–1965), Professor für Systematische Theologie 1955–1962
- Henry Ware, Proessfor für Theologie 1805/1816–1840
- Cornel West (* 1953), Professor für afroamerikanische Studien 1994–2002
- George Ernest Wright (1909–1974), biblischer Archäologe

### Sonstige Persönlichkeiten mit Bezug zur HDS
- Horatio Alger (1832–1899), Autor, Absolvent 1860
- Ralph Waldo Emerson (1803–1882), Absolvent (1825) und Lehrbeauftragter
- Peter Gomes (1942–2011), baptistischer Pfarrer, Hochschullehrer und Autor
- Edward Everett Hale (1822–1909), unitarischer Pfarrer und Schriftsteller
- John Haynes Holmes (1879–1964), unitarischer Pfarrer und Friedensaktivist